# Beebeomyia palposa
Beebeomyia palposa är en tvåvingeart som först beskrevs av Cresson 1908.  Beebeomyia palposa ingår i släktet Beebeomyia och familjen Richardiidae. Inga underarter finns listade i Catalogue of Life.